# Route nationale 5 (Haïti)
Pour les articles homonymes, voir Route nationale 5.
La route nationale 5, ou RN 5, est une route nationale d'Haïti, reliant Les Gonaïves à Port-de-Paix.

## Présentation
Son extrémité nord est située à l'entrée de Port-de-Paix, au carrefour de la route 151 en direction de Jean-Rabel avec la route d'entrée dans l'aire urbaine de la ville.

## Tracé
- Les Gonaïves
- Rivière Tête Source
- Les Trois Rivières
- Gros-Morne
- Rivière-Blanche
- Bassin-Bleu
- Chansolme
- Port-de-Paix